# Йосеф Скупа
Йосеф Скупа (чеськ. Josef Skupa; * 16 січня 1892, Страконіце — 8 січня 1957) — чеський лялькар, творець оригінальних ляльок Спейбла та Гурвінка, засновник першого професіонального театру ляльок — Театру Спейбла і Гурвінка в чеському місті Плзень 1930 року; беззмінний Голова (Президент) Міжнародної Спілки діячів театру ляльок (1933—57).

## Біографія
Йосеф Скупа навчався на факультеті прикладних мистецтв у Празі. Працював постановником у Плзенському міському театрі та дизайнером у німецькій компанії «Шкода».
У 1920 та 1926 роках відповідно Скупа створив дві свої найвідоміші ляльки — Спейбла і Гурвінка, веселого батька і його непосидючого сина-пустуна. А 1930 року він заснував перший сучасний професіональний ляльковий театр — Театр Спейбла і Гурвінка, спершу в Плзні, а від жовтня 1945 року — в Празі.
Від 1933 року і до самої смерті (1957) Йосеф Скупа був беззмінним (найдовше, ніж хто-небудь в історії) Президентом Міжнародної Спілки діячів театру ляльок (UNIMA).